# Dennō Senshi Porigon
Dennō Senshi Porigon (でんのうせんしポリゴン, littéralement Le Soldat ordinateur Porygon, le plus souvent traduit par Le Soldat virtuel Porygon) est le trente-huitième épisode de la première saison de Pokémon, la série. L'épisode a uniquement été diffusé au Japon, le 16 décembre 1997. Dans cet épisode, Sacha et ses amis découvrent un dysfonctionnement dans le système de transmission des Poké Ball des centres Pokémon et décident de pénétrer dans le système informatique pour le réparer.
Cet épisode est célèbre pour avoir provoqué des crises de convulsions chez un certain nombre de téléspectateurs japonais, provoquées par les flashs lumineux présents dans l'épisode. Parmi tous les enfants atteints, plus de cent-cinquante ont été hospitalisés, dont deux ont été gardés en observation à l'hôpital durant plus de deux semaines. Surnommé par la presse japonaise le « choc Pokémon » (ポケモンショック, Pokémon Shokku), cet incident entraîna l'interruption de la série pendant quatre mois, pour revenir sur TV Tokyo en avril 1998, et la non-diffusion de l'épisode dans le reste du monde. Cet incident a depuis été référencé et parodié dans la culture populaire, notamment par South Park et Les Simpson.

## Synopsis
En se rendant dans un centre Pokémon, Sacha, Ondine et Pierre (Ash, Misty et Brock) découvrent que le système de transfert des Poké Ball d'un centre à un autre ne fonctionne plus et que les Pokémon transférés sont bloqués à l'intérieur du réseau informatique. Ils se rendent alors chez le professeur Akihabara, le concepteur du système de transfert, qui leur explique que la Team Rocket lui a volé son prototype de Porygon, un Pokémon virtuel capable de voyager au sein du cyberespace, et l'utilise pour voler les Pokémon depuis l'intérieur du système informatique.
Akihabara envoie Sacha, Ondine, Pierre et Pikachu, aidés de son second Porygon, à l'intérieur du réseau pour arrêter la Team Rocket, qui a installé un dispositif qui bloque les Poké Ball qui transitent dans le système. Porygon parvient à battre le Porygon de la Team Rocket et Sacha débloque le système. Cependant, l'infirmière Joelle (Joy) du centre Pokémon, qui ignore la situation et pense qu'il s'agit d'un virus informatique, envoie un puissant programme anti-virus qui s'attaque aux humains présents dans le réseau. Il tire sur eux des « missiles-vaccins », que Pikachu parvient à détruire par une puissante attaque électrique, avant que le groupe ne parvienne à sortir du système informatique.

## Incident épileptique
Dennō Senshi Porigon, trente-huitième épisode du premier cycle de la série télévisée Pokémon, est diffusé au Japon le mardi 16 décembre 1997 à 18 h 30 (heure normale du Japon, 9 h 30 UTC). L'épisode, diffusé sur plus de trente-sept chaînes de télévision, recueille la meilleure audience sur ce créneau horaire, et est regardé par 26,9 millions de foyers, soit 15 % de part de marché,. À Toyohashi, 70 % des 24 000 élèves d'école élémentaire regardent l'épisode.

Reproduction au ralenti des flashs de couleur incriminés.

Au cours de la vingtième minute de l'épisode, Pikachu arrête les missiles-vaccins en projetant dessus des éclairs, ce qui provoque une énorme explosion de flashs rouges et bleus. Cette scène combine deux techniques d'animation classiques : d'une part, un flash extrêmement lumineux, et d'autre part l'alternance violente de couleurs, technique appelé « paka paka » en japonais. Tandis qu'en 1994, l'Independent Television Commission (en) avait limité son battement à trois images par seconde, l'épisode Dennō Senshi Porigon atteint 10,8 images par seconde, soit trois fois plus que la marge des chercheurs britanniques. Il en résulte un puissant effet stroboscopique, avec des clignotements d'une fréquence d'environ 12 Hz pendant six secondes,,.
À ce moment, certains téléspectateurs se plaignent de troubles de la vision, de céphalée, d'étourdissements, de nausées, certaines de sang,, déclenchent convulsions, hallucinations et aphasie, subissent une cécité momentanée ou perdent connaissance,, entraînant dans la demi-heure qui suit des centaines d'hospitalisation. Le nombre exact de téléspectateurs hospitalisés varie suivant les sources : les pompiers japonais recensent un total de 685 téléspectateurs (310 garçons et 375 filles) hospitalisés en ambulance, ; l'agence de presse Reuters en comptabilise 729 et Japan Times, 651. Bien que de nombreuses victimes se rétablissent durant le trajet en ambulance, et que les troubles disparurent en quelques heures, y compris pour l'aphasie, 618 personnes (selon la Japan's Fire Defence Agency) sont admises à l'hôpital et deux d'entre elles y restent plus de deux semaines,. Au total d'après une étude scolaire, entre 7 000 et 12 000 enfants furent affectés. D'autres personnes, une centaine selon une étude universitaire américaine déclencheront des convulsions lors de la retransmission de la scène durant les émissions d'information sur l'incident.
Des études subséquentes montrent qu'entre 5 et 10 % de l'ensemble des téléspectateurs a présenté des symptômes légers ne nécessitant pas de traitement hospitalier. Douze mille enfants ont présenté des symptômes bénins sans être hospitalisés, mais ces symptômes évoquent davantage une hystérie collective qu'une crise d'épilepsie massive,,. Trois ans après l'événement, une étude suivant 103 enfants conclut que la plupart d'entre eux n'ont pas eu de nouvelles crises. Alors que le nombre d'individus susceptibles de déclencher ce type de crise est de un sur 4 000, il est ici sans précédent.
Le soir de la diffusion de l’épisode, plusieurs chaînes télévisées, dont NHK News, parlent de l’affaire. À ce jour, aucune image de ces programmes n'est trouvée mais une rumeur persiste selon laquelle l’extrait problématique aurait été diffusé à nouveau, engendrant une nouvelle vague de crises d’épilepsies. Cette rumeur a été notamment partagée par la BBC lors d’un reportage.
L'incident, appelé « choc Pokémon » (ポケモンショック, Pokémon Shokku) par la presse japonaise, figure dans l'édition 2004 et dans l'édition des joueurs 2008 du Livre Guinness des records avec le triste honneur de détenir le record de crises épileptiques causées par une émission de télévision,.

## Conséquences
La nouvelle de l'incident se répand rapidement au Japon et dans le monde,. À partir des informations reçues des hôpitaux, une réunion d'experts est convoquée d'urgence par le ministère de la Santé, du Travail et des Affaires sociales pour discuter de la situation. De nombreux loueurs de vidéo retirent la série Pokémon des rayons. Dans les jours qui suivent, la chaîne qui a diffusé l'épisode, TV Tokyo, présente ses excuses aux japonais, suspend la diffusion de la série et lance une enquête sur la cause des crises. Des enquêteurs du district d'Atago (l'un des districts de Tokyo) sont chargés par l'Agence nationale de la police d'interroger les concepteurs de la série à propos de son contenu et de son processus de production.
Dès le lendemain matin de la diffusion de Dennō Senshi Porigon, l'action Nintendo perd 400 yens – 4,1 % de leur valeur –, pour descendre à 12 200 yen,,. Hiroshi Yamauchi, le président de Nintendo, déclare lors d'une conférence de presse que la compagnie ne saurait être tenue pour responsable puisque les jeux Pokémon Vert et Rouge, qu'elle produit et dont est inspirée la série télévisée, sont en noir et blanc,.
Après cet incident, la diffusion de la série subit une interruption de quatre mois,. La série reprend en avril 1998 désormais diffusée le jeudi et non plus le mardi. Le générique d'ouverture a également été refait, et les écrans noirs montrant différents Pokémon sous les projecteurs ont été divisés en quatre images par écran. Avant l'incident, le générique s'ouvrait à l'origine sur une image de Pokémon par écran. Avant le retour à la télévision, le « rapport d'inspection de problème sur la série animée Pocket Monsters » (アニメ ポケットモンスター問題検証報告, Anime Poketto Monsutā Mondai Kenshō Hōkoku) était programmé. Diffusé le 16 avril 1998, la speakerine Miyuki Yadama passe en revue les circonstances de la présentation du programme et les mises en garde à l'écran au début des émissions d'animation ; elle montre également les lettres et les dessins des fans envoyés par les téléspectateurs, dont la plupart étaient inquiets que l'incident aboutisse à l'arrêt de l'émission. Afin de s'assurer que l'incident ne se reproduise plus, de nombreuses chaînes de télévision et de responsables médicaux japonais établissent une série de lignes directives pour les futures émissions animées,, incluant :
- Les images clignotantes, en particulier celles avec du rouge, ne doivent pas clignoter plus rapidement que trois fois par seconde. Si l'image n'est pas rouge, il ne convient toujours pas de clignoter plus rapidement que cinq fois par seconde.
- Les images clignotantes ne doivent pas être affichées au total de plus de deux secondes.
- Rayures, tourbillons et cercles concentriques ne doivent pas prendre une majorité de l'écran de télévision.

Cet incident a déplacé les épisodes Des joujoux par milliers et Tempête de neige de leur date de diffusion originale au Japon.
L'épisode n'a jamais été rediffusé au Japon ou à l'étranger, ni même en VHS ou DVD. Aux États-Unis, le distributeur 4Kids Entertainment, qui détenait les droits de la série Pokémon, a fait doubler l'épisode et l'a modifié pour atténuer les flashs, mais il n'a pas été diffusé. L'incident coïncide avec le début de l'adaptation de la série aux États-Unis, et 4Kids prit de particulières précautions quant à la luminosité et aux flashs lumineux dans les premiers épisodes diffusés. Dans le but de faire oublier l'incident, Porygon n'est plus apparu depuis dans aucun épisode de la série, de même que ses évolutions subséquentes, Porygon2 et Porygon-Z ; Porygon2 est d'ailleurs le seul Pokémon de deuxième génération à ne jamais être apparu dans la série. Depuis ce jour, les chaînes de télévision contrôlent elles-mêmes leurs diffusions.

## Impact culturel
L'incident a fait l'objet de plusieurs références dans la culture populaire. Il est évoqué dans le roman de Scott Westerfeld So Yesterday, où l'épisode Dennō Senshi Porigon est diffusé à trois des personnages et provoque une crise chez l'un d'eux. L'incident aurait également inspiré l'armée américaine en vue de la création d’une arme non létale. Il a également été parodié dans les séries humoristiques Les Simpson, South Park et Drawn Together.
Dans l'épisode des Simpson Le Pire du Soleil-Levant, la famille part en voyage au Japon. À l'hôtel, Bart regarde un dessin animé présentant des guerriers robots dont les yeux émettent des flashs lumineux et demande « C'est pas le dessin animé qui donne des convulsions ? ». Les flashs provoquent une crise chez Bart, puis chez Marge et Lisa ; lorsque Homer arrive dans la pièce, il se met à convulser à son tour, pour les imiter. En version originale, cette émission a pour titre Battling Seizure Robots (« Les guerriers robots des convulsions »). De plus, à la fin de l'épisode, les crédits défilent sur fond des yeux du robot en train d'émettre des flashs.
Dans South Park, l'épisode Chinpokomon parodie le phénomène Pokémon : une compagnie japonaise utilise les Chinpokomon pour laver le cerveau des enfants de South Park au moyen de jouets, jeux vidéo et dessin animé, dans le but de constituer une armée et de conquérir les États-Unis. Alors qu'il joue à un jeu vidéo de Chinpokomon – dont le but est de bombarder Pearl Harbor – Kenny déclenche une crise d'épilepsie dont il finit par mourir à la fin de l'épisode.
Enfin, dans l'épisode pilote de la série Drawn Together, le personnage de Ling-Ling, une parodie de Pikachu, explique que son objectif est de tout détruire et de donner aux enfants des convulsions ; la scène suivante contient une série de flashs lumineux, référence directe à Dennō Senshi Porigon.